# Hunter Renfroe
Dustin Hunter Renfroe (né le 28 janvier 1992 à Crystal Springs, Mississippi, États-Unis) est un joueur de champ extérieur de la Ligue majeure de baseball.

## Carrière

### Padres de San Diego

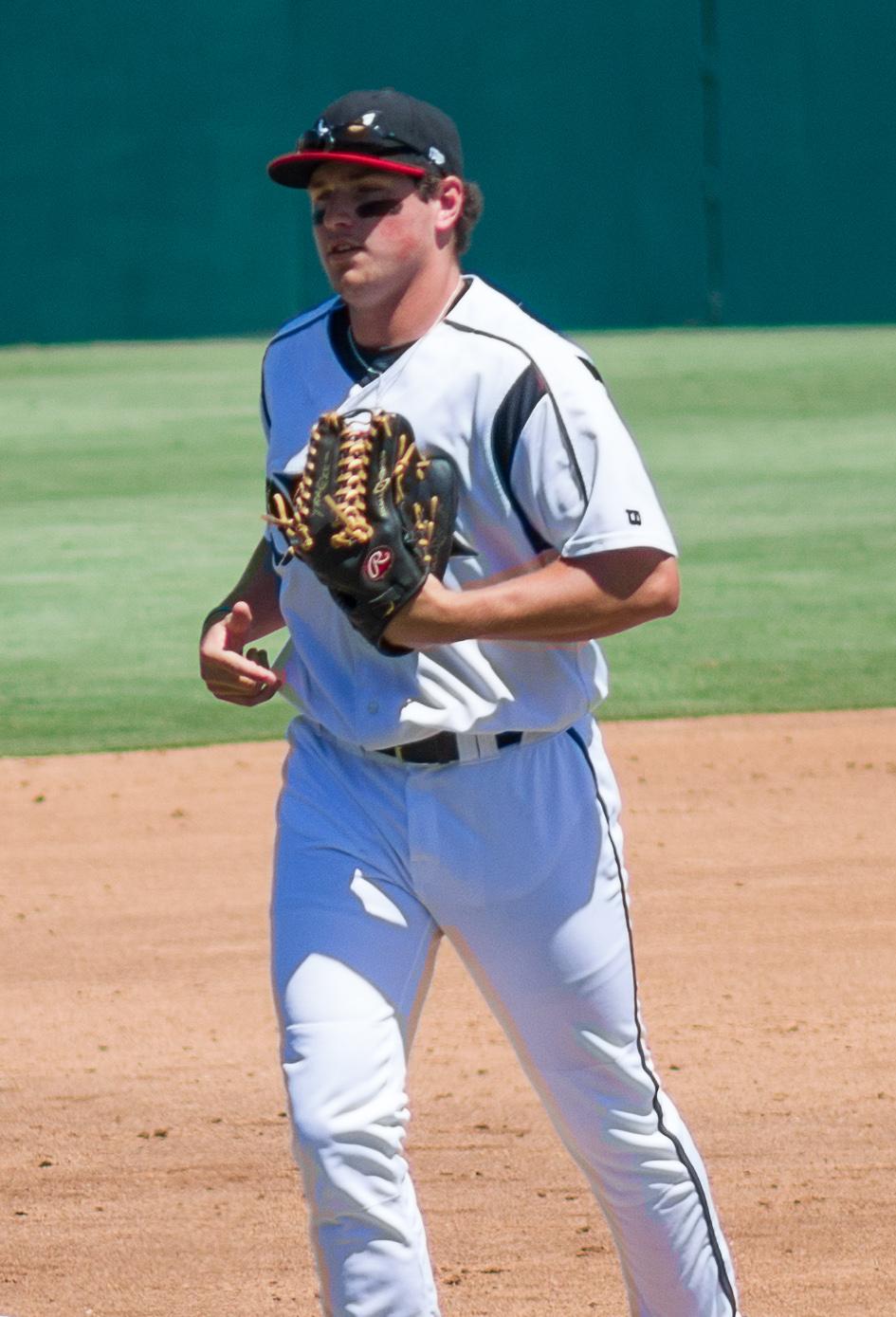
Renfroe en 2014 dans les ligues mineures.

Joueur de baseball à l'école secondaire, Hunter Renfroe est choisi par les Red Sox de Boston au 31e tour de sélection du repêchage amateur de 2010, mais il ne signe pas de contrat avec l'équipe et rejoint l'Université d'État du Mississippi. Joueur des Bulldogs de Mississippi State, il est ensuite choisi en 1re ronde du repêchage de 2013 par les Padres de San Diego, qui en font le 13e athlète réclamé au total cette année-là.
Renfroe fait ses débuts dans le baseball majeur le 21 septembre 2016 avec les Padres de San Diego. Il évolue avec le club jusqu'en 2019 et démontre une certaine puissance au bâton avec des saisons de 26 circuits en 2017, puis en 2018, et de 33 circuits en 2019.

### Rays de Tampa Bay
Le 6 décembre 2019, les Padres de San Diego transfèrent Hunter Renfroe ainsi que les joueurs de champ intérieur Xavier Edwards et Esteban Quiroz aux Rays de Tampa Bay, en retour du prometteur joueur de champ intérieur Jake Cronenworth et du voltigeur Tommy Phan.
Renfroe rejoint les Rays en 2020. Le 30 septembre 2020, dans le second match de la série éliminatoire entre Tampa Bay et Toronto, Renfroe frappe un grand chelem.